# Bunia
Bunia é uma cidade da República Democrática do Congo, capital da província de Ituri. Segundo estimativas para 2010, tem 327.837 habitantes.